# Landtagswahlkreis Bietigheim-Bissingen
Der Wahlkreis Bietigheim-Bissingen (Wahlkreis 14) ist ein Landtagswahlkreis in Baden-Württemberg. Er umfasste bei der Landtagswahl 2021 die Gemeinden Affalterbach, Benningen am Neckar, Besigheim, Bietigheim-Bissingen, Erdmannhausen, Erligheim, Freiberg, Freudental, Gemmrigheim, Großbottwar, Hessigheim, Ingersheim, Kirchheim am Neckar, Löchgau, Marbach am Neckar, Mundelsheim, Murr, Oberstenfeld, Pleidelsheim, Steinheim an der Murr und Walheim aus dem Landkreis Ludwigsburg.
Die Grenzen der Landtagswahlkreise wurden nach der Kreisgebietsreform von 1973 zur Landtagswahl 1976 grundlegend neu zugeschnitten und seitdem nur punktuell geändert. Das Gebiet des Wahlkreises Bietigheim-Bissingen unterliegt starkem Bevölkerungswachstum durch Suburbanisierung, so dass der Wahlkreis seit 1976 mehrfach verkleinert werden musste. Zur Landtagswahl 1992 wurde die Gemeinde Tamm dem Wahlkreis Ludwigsburg zugeordnet, zur Landtagswahl 2006 die Gemeinde Sachsenheim dem Wahlkreis Vaihingen. Seit der Landtagswahl 2011 gehört die Gemeinde Bönnigheim zum Wahlkreis Vaihingen.

## Wahl 2021
Die Landtagswahl 2021 hatte im Wahlkreis Bietigheim-Bissingen dieses Ergebnis:
| Direktkandidat     | Partei       | Stimmen in % | Landtagswahl 2016 Stimmen in % |
| ------------------ | ------------ | ------------ | ------------------------------ |
| Tayfun Tok         | GRÜNE        | 34,2         | 32,1                           |
| Tobias Vogt        | CDU          | 24,5         | 25,7                           |
| Nikolas Boutakolou | AfD          | 9,2          | 15,0                           |
| Daniel Haas        | SPD          | 10,6         | 13,0                           |
| Elvira Nägele      | FDP          | 10,9         | 9,2                            |
| Walter Kubach      | LINKE        | 2,8          | 2,3                            |
| Guido Eink         | ÖDP          | 0,6          | –                              |
| Dennis Rickert     | Die PARTEI   | 1,5          | 1,0                            |
| Sylvia Rolke       | Freie Wähler | 2,7          | –                              |
| Ulrich Kappl       | dieBasis     | 1,0          | –                              |
| Wolfgang Schaible  | DiB          | 0,3          | –                              |
| Nora Oehmichen     | KlimalisteBW | 0,5          | –                              |
| Sven Ackert        | Wir2020      | 0,6          | –                              |
| Hanna Antony       | Volt         | 0,6          | –                              |

## Wahl 2016
Die Landtagswahl 2016 hatte folgendes Ergebnis:
| Direktkandidat     | Partei     | Stimmen in % | Landtagswahl 2011 Stimmen in % |
| ------------------ | ---------- | ------------ | ------------------------------ |
| Daniel Renkonen    | GRÜNE      | 32,1         | 25,0                           |
| Fabian Gramling    | CDU        | 25,7         | 38,2                           |
| Roland Mackert     | AfD        | 15,0         | —                              |
| Thomas Reusch-Frey | SPD        | 13,0         | 24,1                           |
| Dieter Baumgärtner | FDP        | 09,2         | 05,2                           |
| Walter Kubach      | LINKE      | 02,3         | 02,3                           |
| Stefan Eisele      | Die PARTEI | 01,0         | —                              |
| Franz Rapf         | ALFA       | 00,9         | —                              |
| Stefan Kohlrusch   | REP        | 00,5         | 01,7                           |
| Sascha Dirk        | NPD        | 00,4         | 00,7                           |

## Wahl 2011
Die Landtagswahl 2011 hatte folgendes Ergebnis:
| Direktkandidat     | Partei   | Stimmen in % | Landtagswahl 2006 Stimmen in % |
| ------------------ | -------- | ------------ | ------------------------------ |
| Manfred Hollenbach | CDU      | 38,2         | 41,5                           |
| Daniel Renkonen    | GRÜNE    | 25,0         | 11,4                           |
| Thomas Reusch-Frey | SPD      | 24,1         | 26,3                           |
| Monika Chef        | FDP      | 05,2         | 11,4                           |
| Walter Kubach      | LINKE    | 02,3         | WASG: 2,6                      |
| Alexander Eichel   | PIRATEN  | 01,9         | –                              |
| Rolf Schlierer     | REP      | 01,7         | 03,6                           |
| Walter Frölich     | ödp      | 00,8         | 00,3                           |
| Sascha Dirk        | NPD      | 00,7         | 00,5                           |
| –                  | Sonstige | –            | 02,4                           |

## Abgeordnete seit 1976
Bei den Landtagswahlen in Baden-Württemberg hat jeder Wähler nur eine Stimme, mit der sowohl der Direktkandidat als auch die Gesamtzahl der Sitze einer Partei im Landtag ermittelt werden. Dabei gibt es keine Landes- oder Bezirkslisten, stattdessen werden zur Herstellung des Verhältnisausgleichs unterlegenen Wahlkreisbewerbern Zweitmandate zugeteilt. Die bis zur Wahl 2006 gültige Regelung sah eine Zuteilung dieser Mandate nach absoluter Stimmenzahl auf Ebene der Regierungsbezirke vor. Deswegen konnten bislang vergleichsweise viele Bewerber aus dem Wahlkreis Bietigheim-Bissingen, der sich darüber hinaus zu einem Prominentenwahlkreis entwickelte, ein Landtagsmandat erringen.
Den Wahlkreis Bietigheim-Bissingen vertraten seit 1976 folgende Abgeordnete im Landtag:
| Partei | Art des Mandats | Gewählte |
| ------ | --------------- | --- |
| CDU    | Erstmandat      | Lothar Späth 1976, 1980, 1984, 1988, Mandat niedergelegt zum 31. Juli 1991 Manfred List, nachgerückt am 1. August 1991; 1992, 1996 Annette Schavan 2001, Mandat niedergelegt zum 30. September 2005 Manfred Hollenbach, nachgerückt am 1. Oktober 2005; 2006, 2011 |
| CDU    | Zweitmandat     | Heike Dederer, Übertritt von den Grünen am 25. Januar 2005 Fabian Gramling 2016 Tobias Vogt 2021 |
| Grüne  | Erstmandat      | Daniel Renkonen 2016 Tayfun Tok 2021 |
| Grüne  | Zweitmandat     | Waltraud Ulshöfer-Eckstein 1984 Michael Jacobi 1988, 1992, 1996 Heike Dederer 2001, Übertritt zur CDU am 25. Januar 2005 Franz Untersteller 2006 Daniel Renkonen 2011                                                                                              |
| SPD    | Zweitmandat     | Claus Weyrosta 1976, 1980, 1984, 1988, 1992 Harald B. Schäfer 1996, Mandat niedergelegt zum 4. Juni 1996 Christine Rudolf, nachgerückt am 5. Juni 1996; 2001, 2006 Thomas Reusch-Frey 2011                                                                         |
| FDP    | Zweitmandat     | Wolfgang Weng 1980, Mandat niedergelegt zum 31. März 1983 Doris Natusch, nachgerückt am 11. April 1983 Monika Chef 2006 |
| REP    | Zweitmandat     | Rolf Schlierer 1992, 1996 |